# Куйбіда Василь Степанович
Васи́ль Степа́нович Куйбіда́ (нар. 8 травня 1958) — український політик, громадський діяч, науковець. Народний депутат України 5-го та 6-го скликань. Дійсний член (академік) Української академії геополітики та геостратегії (2024).
Активний учасник Помаранчевої революції та Революції гідності. Член штабу Помаранчевої революції (відповідав за розгортання та функціонування Майдану), входив до Ради Майдану під час Революції гідності. У 2010—2011 роках переслідувався владою Віктора Януковича.
Президент Національної академії державного управління при Президентові Україні (31 серпня 2016 р. — 4 січня 2023 р). З 2023 року працює в Інституті держави і права імені В.Корецького НАН України на посаді головного наукового співробітника.
Голова Народного Руху України (15 грудня 2012 року — 28 травня 2017 року); голова консультативної ради Асоціації міст України; радник Української асоціації районних і обласних рад, член правління Фонду сприяння місцевому самоврядуванню при Президентові України (до 2004 р.); віце-президент Спілки лідерів місцевих і регіональних влад України; президент Всеукраїнської асоціації магістрів державного управління .

## Біографія
Народився 8 травня 1958 року в місті Інта (Комі АРСР, РРФСР), де його батьки перебували на спецпоселенні. Українець. Батько Степан Олексійович Куйбіда (1922—2013) — член ОУН, воїн УПА; мати Катерина Михайлівна Куйбіда (до шлюбу Мандрик; 1927—2004) — член ОУН, зв'язкова УПА, поетеса; дочка Христина Куйбіда-Кришкевич (1981—2020) — юрист; син Степан (нар. 1993) — кандидат економічних наук, директор департаменту економічної політики Львівської ОВА.
Володіє англійською, чеською, польською та болгарською мовами.
Захоплюється філософією, поезією, спортом.

### Освіта
1975—1980 — Львівський державний університет імені І.Франка, факультет прикладної математики та механіки, математик за спеціальністю «Прикладна математика»;
1983—1986 — аспірант при інженерно-будівельному факультеті Львівського політехнічного інституту;
січень 1984 — листопад 1986 — молодший науковий працівник, Львівський політехнічний інститут;
1992 — кандидатська дисертація «Нелінійний аналіз слабо збурених нелінійних динамічних систем на функціональних многовидах і деякі суміжні задачі математичної фізики»;
1993—1994 — Інститут державного управління і самоврядування при Кабінеті Міністрів України, магістр державного управління;
1993—1995 — правознавчий факультет, юрист за спеціальністю «Правознавство»;
1997—2000 — Державний університет «Львівська політехніка», менеджер-економіст за спеціальністю «Менеджмент організацій»;
У 2001 році захистив кандидатську дисертацію «Конституційно-правові основи самоврядування в містах обласного значення» (Національна юридична академія України імені Ярослава Мудрого, науковий керівник — Віталій Чушенко);
2003 рік — докторська дисертація «Організаційно-функціональні принципи і методи діяльності органів місцевого самоврядування» (Національна академія державного управління при Президентові України).

### Посади
Депутатство:
- Березень 1994 — кандидат у народні депутати України, Франківський виборчий округ№ 265 Львівської області, висунений НРУ, 1-й тур — 19.15 %, 2 місце з 8 претендентів; 2-й тур — 49.03 %, 1 місце з 2 претендентів.
- У березні 1998 обраний Народний депутат України 3-го скликання від НРУ, № 32 в списку. На час виборів: голова Львівської міської ради, член НРУ. Зняв кандидатуру.
- Народний депутат України 5-го скликання з 25 травня 2006 до 15 червня 2007 від Блоку «Наша Україна», № 17 в списку. На час виборів: заступник голови НРУ — керівник апарату Центрального проводу НРУ. Член фракції Блоку «Наша Україна» (з 25 травня 2006); секретар Комітету Верховної Ради України з питань будівництва, містобудування і житлово-комунального господарства (з 18 липня 2006). 15 червня 2007 достроково припинив свої повноваження під час масового складення мандатів депутатами-опозиціонерами з метою проведення позачергових виборів до Верховної Ради України.
- Народний депутат України 6-го скликання з 23 листопада до 19 грудня 2007 від Блоку «Наша Україна — Народна самооборона», № 26 в списку. На час виборів: заступник голови НРУ. Член фракції Блоку «Наша Україна — Народна самооборона» (з 23 листопада 2007). Склав депутатські повноваження 19 грудня 2007[2].

З листопада 1980 по грудень 1983 — інженер, старший інженер СПКБ;
січень 1987 — квітень 1990 — провідний інженер інституту «Укрзахідцивільпроект»;
квітень 1990 — квітень 1991 — голова Львівського міського Комітету народного контролю;
квітень 1991 — серпень 1993 — голова Комітету контролю, народний депутат Львівської міськради;
вересень 1993 — червень 1994 — слухач Інституту державного управління і самоврядування при Кабінеті Міністрів України. Обраний головою міськради у 2-му турі (основний суперник Василь Шпіцер, чинний голова);
червень 1994 — березень 1998 — голова ради і виконкому, народний депутат Львівської міськради;
квітень 1998 — квітень 2002 — Львівський міський голова;
липень 2002 — грудень 2005 — віце-президент, професор кафедри конституційного, адміністративного та фінансового права Міжрегіональної академії управління персоналом;
грудень 2005 — травень 2006 — заступник голови НРУ, керівник апарату Центрального проводу НРУ;
2007 — радник Президента України,
2007—2010 — міністр регіонального розвитку та будівництва України.
Віце-президент Асоціації міст України (1994—2002). 

Член Координаційної ради з питань місцевого самоврядування при Президентові України (травень 1997 — грудень 2000).
Ініціатор і співавтор створення затвердженої Кабінетом Міністрів України «Програми урядової підтримки комплексного розвитку міста Львова», «Програми збереження центральної частини міста Львова» (грудень 1998 — історична забудова занесена до Списку світової спадщини ЮНЕСКО).
Член робочої групи з проведення реформи місцевих органів виконавчої влади, органів місцевого самоврядування і державної служби (1998—2002).
Член Комісії з підготовки змін до Конституції України та інших законопроєктів (2000—2002).
Член Національної комісії ЮНЕСКО (1998—2002).
Голова української делегації в Конгресі місцевих і регіональних влад Європи, віце-президент Конгресу і член бюро (червень 2000 — червень 2002).
Член Національної ради з узгодження діяльності загальнодержавних і регіональних органів та місцевого самоврядування (грудень 2000 — червень 2002). 

Радник Президента України (поза штатом, штатний) (січень — жовтень 2006).

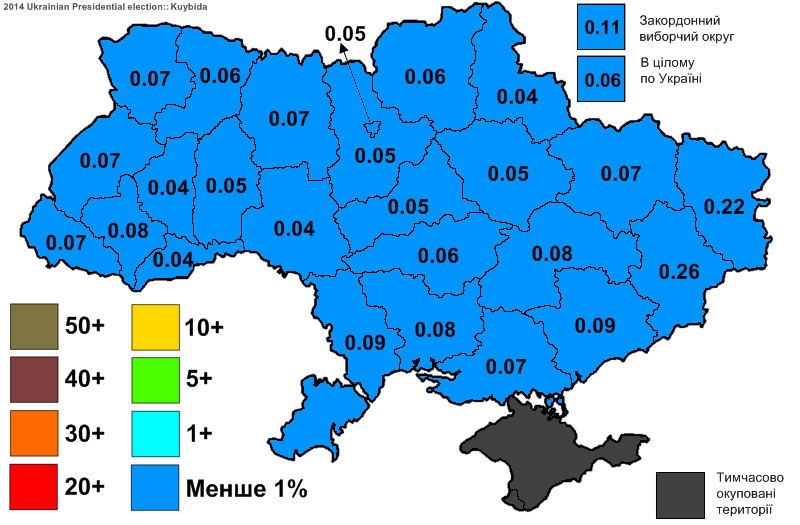
Підтримка Куйбіди на виборах Президента України 2014.

Член наглядової ради Міжнародного фонду «Відродження».(1997—2019)
Член Національної спілки письменників України (з 1993), НСЖУ (з 2002).
Член спеціалізованих вчених рад: К 35.860.01 — Львівський регіональний інститут державного управління Національної академії державного управління при Президентові України (2004—2021)
Д 26.810.01 — Національна академія державного управління при Президентові України (2006—2011).
Д 26.867.01 — Інститут законодавства Верховної Ради України (2008—2009).
Голова спеціалізованої вченої ради: Д 26.810.01 — Національна академія державного управління при Президентові України (з 2016—2020).
Член президії ВАК України (2008—2011).
Голова наглядової ради:
Академія муніципального управління (2008—2012)
15 грудня 2012 року — 28 травня 2017 року голова Народного Руху України.
У 2014 році балотувався на посаду Президента України.

## Праці
Автор більше 300 статей в галузі математики, економіки, будівництва, теорії управління, правознавства, державного управління, регіонального управління і місцевого самоврядування, управління містом, конституційного права, автор(співавтор) більше 60 монографій, 12 збірок віршів.
- «Місцеве самоврядування і управління територіальним розвитком: історичні аспекти, сучасні реалії і проблеми удосконалення» (1999),
- «Конституційно-правові проблеми міського самоврядування в Україні» (2001),
- «Сучасні проблеми і регіональні особливості місцевого самоврядування в Україні» (2001),
- «Інформатизація муніципального управління» (2002),
- «Основні засади освітньої політики міста Львова: Стратегічний документ» (2000, співавтор),
- «Регіональна політика: Методологія, методика, практика» (2001, співавтор),
- «Організаційно-функціональні принципи і методи діяльності органів місцевого самоврядування» (2003),
- «Муніципальне управління: аспект інформатизації» (2004),
- «Принципи і методи діяльності органів місцевого самоврядування» (2004),
- «Місцеве самоврядування. Кн. 2. Організація роботи міського голови» (2004, співавтор),
- «Народний Рух України і розбудова модерної української держави» (2005),
- Державна регіональна політика України: особливості та стратегічні пріоритети (2007, співавтор),
- Актуальні проблеми становлення та розвитку місцевого самоврядування в Україні (2007, співавтор),
- Адміністративно-територіальний устрій України: конституційно-правове регулювання (2008, співавтор),
- Організаційно-функціональна структура органів місцевого самоврядування (2009, співавтор),
- Реформа публічного управління в Україні: виклики, стратегії, майбутнє (2009, співавтор),
- Генеза територіальної організації України. Конституційно-правові аспекти. (2009, співавтор),
- Місцеве самоврядування — необхідні зміни (2010, співавтор),
- Організаційно-правові та фінансові основи управління розвитком міста(2010, співавтор),
- Досвід впровадження стандартів доброго врядування на місцевому рівні Україні та інших європейських країнах(2010, співавтор),
- Загальні засади місцевого самоврядування в Україні: (2010, співавтор),
- Регіональна політика: правове регулювання. Світовий та український досвід. (2010, співавтор),
- Організаційно-правові аспекти місцевого самоврядування України. (2011, співавтор),
- Основи регіонального управління в Україні: підручник (2012, співавтор),
- Територіальна організація влади: напрямки змін (2013, співавтор),
- Регіональне управління: підручник (2014, співавтор),
- Державна політика: підручник (2014, співавтор),
- Організація публічної служби в Україні (2016, співавтор),
- Відповідальність представницьких органів місцевого самоврядування в Україні: реалії та перспективи (2016, співавтор).
- Професійна мобільність та проблеми професіоналізації персоналу публічного управління(2018, свіавтор),
- Українська стратегія: наступ від оборони // “СЛОВО ПРОСВІТИ”. ч. 19, 10—16 травня 2018 р.
- Управлінські інновації: соціально-економічний аспект(2018, свіавтор),
- Сталий розвиток України: цілі та механізми реалізації (2019, співавтор),
- Державність, демократія та національна безпека(2019),
- Національна безпека в умовах інформаційних та гібридних війн(2019, співавтор),
- Засади державної політики національної безпеки України(2020, співавтор),
- Механізми нової регіональної політики: досвід ЄС та уроки для України)(2022,співавтор),
- Сталий розвиток і соціальна глобалістика (2022, співавтор)

Автор збірок віршів:
- «Контур» (1991),
- «Послання стежок» (1993),
- «Вертикаль стебла» (2003),
- «Долина відображень» (2003),
- «Гармонія неспокою» (2010),
- «Простір перевтілень» (2013).
- «Профіль вітру» (пісні, романси, хори) (2014),
- «Розпізнавання голосів» (2015),
- «Колекція снів» («Assemage of Dreams») (2018).
- Розфарбована тиша(2019)
- Топологія уяви (2019)
- Таїна слова (2021)
- Мерехтіння (2023).— К., Саміт-книга,— 240 с.,іл.

Його твори перекладено на польську, болгарську, англійську, французьку, японську, вірменську, турецьку і російську мови.
Член редколегії журналів і газет:
- «Місцеве самоврядування» (1997);
- «Командор» (2004);
- «Українське місто» (2004);
- «Наше право» (2005);
- «Європейські перспективи» (2009);
- «Освіта регіону. Політологія. Психологія. Комунікації» (2010—2021);
- «Інформація і право» (2011);
- Університетські наукові записки = University scientific notes
- Social and Human Sciences. Polish-Ukrainian scientific journal(Польща-Україна)
- INTERNATIONAL SCIENTIFIC JOURNAL «PROGRESS» (Грузія).
- Буковинський журнал
- Літературна Україна
- Українська літературна газета

## Звання
Заслужений юрист України.
«Мер року» (1997, 1998, загальнонаціональна програма «Людина року»; місто Львів — «Місто року-1997»).
- дійсний член Академії будівництва України (1997),
- почесний професор Міжнародної кадрової академії (1998),
- почесний доктор філософії Українського вільного університету (Мюнхен, 1999),

Почесний доктор Львівського національного університету імені І.Франка (2000),

почесний доктор Львівської академії мистецтв (2002), професор соціально-економічної Вищої школи (2003, Варшава),

професор кафедри міжнародних економічних відносин Аерокосмічної академії України,

почесний член Конгресу місцевих і регіональних влад Європи,
- гостьовий професор Ланжоуського університету (2018, Китай, Ланжоу)
- почесний професор Львівської національної музичної академії імені М. Лисенка (2018),
- академік Міжнародної Академії політичного менеджменту (з 2018, Грузія)

## Нагороди
- Орден князя Ярослава Мудрого V ступеня (30 вересня 2006) — за значний особистий внесок у державне будівництво, активну громадсько-політичну діяльність та з нагоди 750-річчя заснування міста Львова[4]
- Орден «За заслуги» I ступеня (13 вересня 2001) — за вагомий особистий внесок у соціально-економічний та культурний розвиток міста Львова[5]
- Орден «За заслуги» II ст. (30 квітня 1999) — за вагомий особистий внесок у соціально-економічний розвиток міста Львова, збереження історичної забудови його центральної частини[6]
- Орден «За заслуги» III ступеня (25 червня 1997) — за активну участь у становленні місцевого самоврядування, забезпеченні соціально-економічного розвитку міст[7]
- Орден Данила Галицького (23 квітня 2008) — за вагомий особистий внесок у соціально-економічний та культурний розвиток міста Львова, високі досягнення у професійній діяльності та багаторічну сумлінну працю[8]
- Почесна грамота Кабінету Міністрів України (8 травня 2003)
- Орден Святого рівноапостольного князя Володимира Великого II ступеня (квітень 1999, УПЦ КП)
- Орден Великого князя Литовського Гедимінаса IV ступеня (1998, Литва)
- Орден святого Григорія Великого (2000, нагорода Папи Іоана Павла II)
- Медаль «PRO MERITO» Ради Європи (2002)
- Лавреат французької премії «Золоте перо»;
- Лавреат французької премії «Золота друкарська машинка»;
- Лавреат премії Національної спілки письменників України ім. П.Тичини;
- Лавреат премії ім. Івана Франка;
- Лавреат премії ім. Івана Огієнка;
- Премії імені М. В. Гоголя;
- Міжнародної літературної премії імені Григорія Сковороди «Сад божественних пісень»;
- ЛавреатМ мжнародної літературно-мистецької премії імені Миколи Лисенка «Рапсодія»;
- Лавреат літературно-мистецької премії ім. Пантелеймона Куліша
- Медаль «Григорія Сковороди» Національної академії педагогічних наук України (2018)
- медаль «Івана Мазепи»(2021)
- Лавреат Народної премії імені Тараса Шевченка(2024)
- Лавреат міжнародної літературної премії імені Мацуо Басьо (Японія – Німеччина – США)(2023)
- Лавреат міжнародної літературної премії імені Роберта Бернса(Великобританія)
- Лавреат міжнародної літературної премії імені Йоганна Вольфанга Гете(ФРН)(2023)
- Лавреат міжнародної літературної премії імені Франца Кафки (Німеччина, Австрія, Чехія)(2022)
- Лавреат міжнародної літературної премії імені Франческо Петрарки (Італія – Німеччина – Україна)( 2024)
- Лавреат Всеукраїнської літературно-мистецької премії »Київська книга року»(2024) .